# Goodbye to Yesterday
Chansons représentant l'Estonie au Concours Eurovision de la chanson
Amazing
(2014) Play
(2016)
Goodbye to Yesterday (en français « Au revoir à hier ») est la chanson d'Elina Born et Stig Rästa qui représente l'Estonie au Concours Eurovision de la chanson 2015 à Vienne.
Le 19 mai 2015, lors de la 1re demi-finale, elle termine à la 3e place avec 105 points et est qualifiée pour la finale le 23 mai 2015, au cours de laquelle elle termine à la 7e place avec 106 points.